# Championnat d'Italie de hockey sur glace 2019-2020
Saison précédente Saison suivante
Le saison 2019-2020 est la 86e édition du Championnat d'Italie de hockey sur glace et la quatrième à se jouer en parallèle de l'Alps Hockey League.

## Italian Hockey League - Elite

### Format
Les sept équipes italiennes engagées en Alps Hockey League prennent part à la compétition. Celles-ci jouent en matchs aller-retour. Les quatre premiers se qualifient pour le carré final. Le vainqueur est sacré champion d'Italie 2020.
Comparativement à la saison précédente, le Hockey Milano Rossoblu est rétrogradé administrativement en 3e division.

### Équipes engagées
| Club                      | Ville                | Date de création | Classement 2018-2019 | Patinoire                           |
| ------------------------- | -------------------- | ---------------- | -------------------- | ----------------------------------- |
| HC Pustertal-Val Pusteria | Brunico              | 1954             | 1er                  | Rienzstadion                        |
| Renon Sport               | Renon                | 1984             | 2e                   | Arena Ritten                        |
| SSI Vipiteno Broncos      | Vipiteno             | 1948             | 3e                   | Disco Arena                         |
| HC Asiago                 | Asiago               | 1935             | 4e                   | Pala Hodegart                       |
| SG Cortina                | Cortina d'Ampezzo    | 1924             | 5e                   | Stadio Olimpico del Ghiaccio        |
| HC Gherdeina              | Selva di Val Gardena | 1927             | 6e                   | Pranives Ice Stadium                |
| HC Fassa                  | Canazei              | 1955             | 8e                   | Stadio del Ghiaccio Gianmario Scola |

| HC Asiago SG Cortina HC Fassa HC Gherdeina HC Pustertal Renon Sport SSI Vipiteno Broncos |

### Qualification
| Clt   | Équipe                    | PJ | V | VP | VF | D | DP | DF | BP | BC | Diff | Pts |
| ----- | ------------------------- | -- | - | -- | -- | - | -- | -- | -- | -- | ---- | --- |
| +001, | Renon Sport               | 12 | 7 | 1  | 0  | 2 | 1  | 1  | 57 | 32 | +25  | 25  |
| +002, | HC Pustertal-Val Pusteria | 12 | 7 | 0  | 1  | 4 | 0  | 0  | 41 | 31 | +13  | 23  |
| +003, | Sportivi Ghiaccio Cortina | 12 | 5 | 1  | 1  | 3 | 1  | 1  | 39 | 32 | +7   | 21  |
| +004, | Asiago Hockey AS          | 12 | 4 | 2  | 0  | 5 | 0  | 1  | 45 | 48 | -3   | 17  |
| +005, | HC Fassa                  | 12 | 3 | 0  | 1  | 5 | 3  | 0  | 31 | 39 | -8   | 14  |
| +006, | HC Gherdeina              | 12 | 4 | 1  | 0  | 7 | 0  | 0  | 40 | 53 | -13  | 14  |
| +007, | SSI Vipiteno Broncos      | 12 | 3 | 1  | 0  | 7 | 1  | 0  | 28 | 49 | -21  | 12  |

- Qualifiés pour la série éliminatoire

### Carré final
|  |                       |              |              |              |              |                     |     |        |        |        |        |        |
|  | Demi-finales          | Demi-finales | Demi-finales | Demi-finales | Demi-finales |                     |     | Finale | Finale | Finale | Finale | Finale |
|  | 21 au 25 janvier 2020 |              |              |              |              |                     |     |        |        |        |        |        |
|  |                       |              |              |              |              |                     |     |        |        |        |        |        |
|  | Renon Sport           | (1)          | 4            | 0            | 1            |                     |     |        |        |        |        |        |
|  | Renon Sport           | (1)          | 4            | 0            | 1            | 4 au 8 février 2020 |     |        |        |        |        |        |
|  | Asiago Hockey         | (4)          | 1            | 5            | 3            |                     |     |        |        |        |        |        |
|  | Asiago Hockey         | (4)          | 1            | 5            | 3            | Asiago Hockey       | (4) | 0      | 4      | 4      |        |        |
|  | 21 au 25 janvier 2020 |              |              |              |              | Asiago Hockey       | (4) | 0      | 4      | 4      |        |        |
|  |                       |              | HC Pustertal | (2)          | 2            | 1                   | 2   |        |        |        |        |        |
|  | HC Pustertal          | (2)          | HC Pustertal | (2)          | 2            | 1                   | 2   | 4      | 2      | 4      |        |        |
|  | HC Pustertal          | (2)          |              |              |              |                     |     | 4      | 2      | 4      |        |        |
|  | SG Cortina            | (7)          | 0            | 3            | 0            |                     |     |        |        |        |        |        |
|  | SG Cortina            | (7)          | 0            | 3            | 0            |                     |     |        |        |        |        |        |

## Italian Hockey League

### Équipes engagées
| Club                       | Ville                         | Date de création | Classement 2018-2019 | Patinoire                           |
| -------------------------- | ----------------------------- | ---------------- | -------------------- | ----------------------------------- |
| SV Caldaro                 | Caldaro sulla Strada del Vino | 1962             | 1er                  | Palaghiaccio Caldaro                |
| HC Merano                  | Merano                        | 1968             | 2e                   | MeranArena                          |
| HC Appiano                 | Appiano sulla Strada del Vino | 1981             | 3e                   | Stadio del ghiaccio di Appiano      |
| AS Pergine                 | Pergine Valsugana             | 1982             | 4e                   | Stadio del ghiaccio di Pergine      |
| HC Bressanone              | Bressanone                    | 1987             | 5e                   | Palaghiaccio Bressanone             |
| Valdifiemme HC             | Cavalese                      | 1956             | 6e                   | Palazzetto del Ghiaccio di Cavalese |
| HC Varèse                  | Varèse                        | 1977             | 7e                   | PalaAlbani                          |
| Hockey Unterland Cavaliers | Ora                           | 2019             | 8e                   | Eisplatz Schwarzenbach              |
| HC Alleghe                 | Alleghe                       | 1933             | 9e                   | Rienzstadion                        |
| AS Côme                    | Côme                          | 1971             | 10e                  | Palaghiaccio Casate                 |
| HCV Filatoio 2440          | Torre Pellice                 | 2017             | 1er (IHL-D.I)        | Stadio Cotta Morandini              |

| Alleghe Torre Pellice Pergine Ora Côme Varèse Merano Appiano Caldaro Cavalese Bressanone |